# أليسكيرين/أملوديبين/هيدروكلورثيازيد
أليسكيرين/أملوديبين/هيدروكلورثيازيد Aliskiren/amlodipine/hydrochlorothiazide هو خافض ضغط تم تصديقه من الـFDA في 21 ديسمبر 2010.

## الاسم التجاري
Amturnide

## الزمرة الدوائية
خافضات ضغط الدم.